# Стоян Българинов
Стоян Ангелов Стаменов или Българинов, известен като Цоне Даскало, е български учител и революционер, деец на Върховния македоно-одрински комитет.

## Биография
Българинов е роден в 1880 година в петричкото село Гореме, тогава в Османската империя. Завършва Солунската българска мъжка гимназия и работи като учител в село Кърпелево. Влиза във ВМОРО и оглавява селския революционен комитет в Гореме. Участва в Горноджумайското въстание на ВМОК, като оглавяваната от него чета дава тежко сражение на османските войски край Гореме. В началото на 1903 година с чета от 9 души обикаля Малешевско и подготва населението за въстание. Загива в сражение с турска войска с цялата си чета на 6 юни 1903 година. Дъщеря му Мария Ангелова се жени за Христо Мицов.